# Aymaro
Aymaro ou João Aimaro de Aurillac (com o nome Inglês de John Aymar d'Aurillac, o nome Francês de Jean Aymar d'Aurillac e o nome latino de Ioannes Aymarus de Aureliaco) foi um frade menor de nacionalidade inglesa.

## Biografia
D. Frei Aymaro foi confessor da Rainha D. Filipa, e primeiro Bispo de Ceuta, após a conquista da cidade em 1415.
Após a conquista da cidade de Ceuta, querendo D. João I sublimá-la como Sé Catedral, comunicou el-rei a sua intenção ao Papa Martinho V que, por suas bulas, deu faculdade aos Arcebispos D. Fernando, de Braga, e D. Pedro, de Lisboa, para a intitularem cidade e lhe designarem Diocese própria. Sagrou-se assim em 1421 a mesquita em Catedral, sendo seu primeiro bispo D. Frei Aymaro, então titular de Marrocos, nomeando-se-lhe em território todo o Reino de Fez, e lugares mais propínquos além do Estreito de Gibraltar. Faleceu em 1443.